# 陳中流
陳 中流（ちん ちゅうりゅう、チェン・ジョンリュウ、1993年9月30日 - ）は中華人民共和国貴州省黔南プイ族ミャオ族自治州都勻市出身、中国代表のプロサッカー選手。ポジションはミッドフィールダー。

## 来歴

### クラブ
小学校時代にサッカーを始め、2001年に深圳鹽田体校、2006年に杭州緑城ユースに入った。2011年に乙級リーグの温州葆隆足球俱楽部にレンタルされ、16試合に出場。2012年に杭州緑城の監督に就任した岡田武史が、陳中流の才能を見い出し、ユースからトップチームに引き上げた。同年3月11日の対青島中能戦で超級リーグデビューを果たす。

### 代表
2011年にU-20中国代表に選出され、AFC U-19選手権2012予選に出場した。2017年1月10日、中国カップ2017のアイスランド代表戦で尹鴻博に代わり代表初出場。

## その他
- 岡田武史は日経新聞のインタビューの中で、陳中流について「私がユースからトップチームに引っ張り上げたばかりで。中国のＵ―19（19歳以下）代表監督はオランダ人なんだけれど、その人に『あんなうまいやつは日本でもなかなかいない』と言ったら、『オランダにだってそうはいない』と。そういう選手が（中国には）いるんだよね」と話した[1]。
- 2012年5月21日にNHKプロフェッショナル 仕事の流儀で岡田の特集が放送され、陳中流が何度もクローズアップされたため、日本でも名前を知られるようになった。

## 所属クラブ
- 温州葆隆 2011
- 杭州緑城 2012-2017
- 重慶当代力帆足球倶楽部 2018-

## 個人成績
| 国内大会個人成績 | 国内大会個人成績 | 国内大会個人成績 | 国内大会個人成績         | 国内大会個人成績 | 国内大会個人成績 | 国内大会個人成績 | 国内大会個人成績 | 国内大会個人成績 | 国内大会個人成績 | 国内大会個人成績 | 国内大会個人成績 |
| 年度             | クラブ           | 背番号           | リーグ                   | リーグ戦         | リーグ戦         | リーグ杯         | リーグ杯         | オープン杯       | オープン杯       | 期間通算         | 期間通算         |
| 年度             | クラブ           | 背番号           | リーグ                   | 出場             | 得点             | 出場             | 得点             | 出場             | 得点             | 出場             | 得点             |
| 中国             | 中国             | 中国             | 中国                     | リーグ戦         | リーグ戦         | リーグ杯         | リーグ杯         | FA杯             | FA杯             | 期間通算         | 期間通算         |
| ---------------- | ---------------- | ---------------- | ------------------------ | ---------------- | ---------------- | ---------------- | ---------------- | ---------------- | ---------------- | ---------------- | ---------------- |
| 2011             | 温州葆隆         |                  | 中国サッカー・乙級リーグ | 16               | 0                | -                | -                | -                | -                | 16               | 0                |
| 2012             | 杭州緑城         |                  | 超級                     | 8                | 0                | -                | -                | 3                | 1                | 11               | 1                |
| 2013             | 杭州緑城         |                  | 超級                     | 7                | 2                | -                | -                | 2                | 0                | 9                | 2                |
| 2014             | 杭州緑城         |                  | 超級                     | 16               | 1                | -                | -                | 2                | 0                | 18               | 1                |
| 総通算           | 総通算           | 総通算           | 総通算                   | 47               | 3                | 0                | 0                | 7                | 1                | 54               | 4                |